# Rose Bowl (sân vận động)
Rose Bowl là một sân vận động thể thao ngoài trời của Hoa Kỳ, nằm ở ngoại ô Pasadena, California, Los Angeles. Được khánh thành vào tháng 10 năm 1922, sân vận động được công nhận là Địa danh Lịch sử Quốc gia Hoa Kỳ và Địa danh Lịch sử Xây dựng Dân dụng California. Với sức chứa hiện tại của cấu hình toàn chỗ ngồi là 92.542 chỗ ngồi, Rose Bowl là sân vận động lớn thứ 16 trên thế giới, sân vận động lớn thứ 11 ở Hoa Kỳ và là sân vận động lớn thứ 10 của NCAA. Sân vận động cách 10 dặm về phía đông bắc của trung tâm thành phố Los Angeles.
Là một trong những địa điểm nổi tiếng nhất trong lịch sử thể thao, Rose Bowl được biết đến nhiều nhất như một địa điểm bóng bầu dục đại học, cụ thể là nơi tổ chức Rose Bowl Game hàng năm mà sân được đặt tên. Kể từ năm 1982, sân cũng là sân nhà của đội UCLA Bruins. Sân vận động cũng đã tổ chức năm trận Super Bowl, nhiều thứ hai so với bất kỳ địa điểm nào. Rose Bowl cũng là một địa điểm bóng đá nổi tiếng, đã tổ chức trận chung kết Giải vô địch bóng đá thế giới 1994, trận chung kết Giải vô địch bóng đá nữ thế giới 1999 và trận tranh huy chương vàng môn bóng đá Olympic 1984, cũng như nhiều trận đấu của CONCACAF và Liên đoàn bóng đá Hoa Kỳ.
Sân vận động và Câu lạc bộ Đồng quê và Sân golf Brookside liền kề thuộc sở hữu của thành phố Pasadena và được quản lý bởi Công ty Điều hành Rose Bowl, một tổ chức phi lợi nhuận có hội đồng quản trị được lựa chọn bởi các thành viên hội đồng của thành phố Pasadena. UCLA và Pasadena Tournament of Roses cũng có một thành viên trong hội đồng quản trị công ty.

## Sự kiện thể thao

### World Cup 1994
Sân vận động Rose Bowl được tổ chức 8 trận đấu tại World Cup 1994, bao gồm 4 trận đấu ở vòng bảng, 1 trận ở vòng 16 đội, 1 trận bán kết, tranh hạng 3 và chung kết.
| Ngày                | Giờ   | Đội       | Kết quả                | Đội       | Vòng         | Khán giả |
| ------------------- | ----- | --------- | ---------------------- | --------- | ------------ | -------- |
| 18 tháng 6 năm 1994 | 16:30 | Colombia  | 1–3                    | România   | Bảng A       | 91.856   |
| 19 tháng 6 năm 1994 | 16:30 | Cameroon  | 2–2                    | Thụy Điển | Bảng B       | 93.194   |
| 22 tháng 6 năm 1994 | 16:30 | Hoa Kỳ    | 2–1                    | Colombia  | Bảng A       | 93.869   |
| 26 tháng 6 năm 1994 | 13:00 | Hoa Kỳ    | 0–1                    | România   | Bảng A       | 93.869   |
| 3 tháng 7 năm 1994  | 13:30 | România   | 3–2                    | Argentina | Vòng 16 đội  | 90.469   |
| 13 tháng 7 năm 1994 | 16:30 | Thụy Điển | 0–1                    | Brasil    | Bán kết      | 91.856   |
| 16 tháng 7 năm 1994 | 12:30 | Thụy Điển | 4–0                    | Bulgaria  | Tranh hạng 3 | 91.500   |
| 17 tháng 7 năm 1994 | 12:30 | Brasil    | 0–0 (s.h.p) (3–2, pen) | Ý         | Chung kết    | 94.194   |

### Giải vô địch bóng đá nữ thế giới 1999
Sân vận động Rose Bowl được tổ chức 3 trận đấu, bao gồm 1 trận ở vòng bảng, 1 trận tranh hạng 3 và trận chung kết.
| Ngày                | Giờ   | Đội    | Kết quả                | Đội        | Vòng         | Khán giả |
| ------------------- | ----- | ------ | ---------------------- | ---------- | ------------ | -------- |
| 20 tháng 6 năm 1999 | 16:00 | Đức    | 1–1                    | Ý          | Bảng B       | 17.100   |
| 10 tháng 7 năm 1999 | 10:15 | Na Uy  | 0–0 (4–5, pen)         | Brasil     | Tranh hạng 3 | 90.185   |
| 10 tháng 7 năm 1999 | 12:50 | Hoa Kỳ | 0–0 (s.h.p) (5–4, pen) | Trung Quốc | Chung kết    | 90.185   |